# Jean Galéas Sforza
Pour les autres membres de la famille, voir Famille Sforza.
Jean Galéas Marie Sforza, en italien Gian Galeazzo II Maria, né à Abbiategrasso le 20 juin 1469 et mort à Pavie le 22 octobre 1494, est duc de Milan de 1476 à 1494.

## Biographie

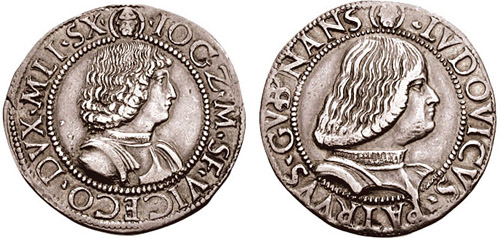
Testons de Jean Galéas Sforza (à gauche) et de son oncle Ludovic le More.

Jean Galéas est le fils aîné de Galéas Marie Sforza (1444-1476) et de Bonne de Savoie (1449-1503), elle-même fille de Louis Ier (1413-1465), duc de Savoie, et d'Anne de Lusignan (1419-1462).
Il succède, à l'âge de sept ans, à son père Galéas Marie après l'assassinat de ce dernier le 26 décembre 1476, d'abord sous la régence de sa mère Bonne de Savoie, puis sous celle de son oncle Ludovic Sforza qui l'exclut de tout pouvoir et qui règne à sa place.
Dans le but de consolider l'alliance entre le duché de Milan et le royaume de Naples, il épouse, le 2 février 1489, Isabelle de Naples (1470-1524), fille du roi de Naples Alphonse II de Naples (1448-1495) et d'Ippolita Maria Sforza (1446-1484), elle-même fille de François Sforza et donc tante de Jean Galéas.
Son décès, le 22 octobre 1494, à l'âge de vingt-cinq ans, est sotto voce attribué à son oncle Ludovic qui continua d'exercer son gouvernement en tant que duc, tout en écartant du trône son petit-neveu Francesco, successeur théorique de Jean Galéas.
Au sujet de la mort de Jean Galéas en 1494, l'historien italien Francesco Guicciardini dit dans son Histoire d'Italie :
« La rumeur s'était répandue que la mort de Jean Galéas avait été provoquée par un coït immodéré ; néanmoins, on a largement cru dans l'ensemble de l'Italie qu'il était mort non pas de maladie naturelle ni en raison d'incontinence sexuelle, mais avait été empoisonné... l'un des médecins royaux... affirma qu'il  en avait vu les signes manifestes. Il n'y avait non plus personne qui doutât que s'il y avait eu poison, il avait été administré par les machinations de son oncle Ludovic Sforza... »

## Descendance
De son mariage, le 2 février 1489, avec Isabelle de Naples trois enfants naissent :
- Ippolita (1490-1501)
- Francesco (1491-1512), appelé il Duchetto (le petit Duc), comte de Pavie, qui devient abbé de Marmoutier à Tours entre 1505 et 1512 où il meurt accidentellement (chute de cheval ?).
- Bona (1494-1557), née trois mois après la mort de Jean Galéas et qui épouse, le 15 juin 1518, le roi Sigismond Ier de Pologne.

### Sources primaires
- (it) Giuseppe Chiesi ( éd.), Ticino ducale : il carteggio e gli atti ufficiali, vol. III : Gian Galeazzo Maria Sforza : reggenza di Bona di Savoia, t. I : 1476-1477, Bellinzone, Edizioni dello Stato del Cantone Ticino, 2006, XX-465 p. (ISBN 88-7713-446-1).
- (it) Giuseppe Chiesi ( éd.), Ticino ducale : il carteggio e gli atti ufficiali, vol. III : Gian Galeazzo Maria Sforza : reggenza di Bona di Savoia, t. II : 1478, Bellinzone, Edizioni dello Stato del Cantone Ticino, 2010, 748 p. (présentation en ligne), [présentation en ligne].
- (it) Giuseppe Chiesi ( éd.), Ticino ducale : il carteggio e gli atti ufficiali, vol. III : Gian Galeazzo Maria Sforza : reggenza di Bona di Savoia, t. III : 1479-1480, Bellinzone, Edizioni dello Stato del Cantone Ticino, 2014, 876 p.
- (it) Giuseppe Chiesi ( éd.), Ticino ducale : il carteggio e gli atti ufficiali, vol. IV : Gian Galeazzo Maria Sforza : reggenza di Ludovico il Moro, t. I : 1480-1484, Bellinzone, Edizioni Casagrande, coll. « Ticino Ducale », 2016, 686 p. (ISBN 9788877137067).
- (it) Giuseppe Chiesi ( éd.), Ticino ducale : il carteggio e gli atti ufficiali, vol. IV : Gian Galeazzo Maria Sforza : reggenza di Ludovico il Moro, t. II : 1485-1489, Bellinzone, Edizioni Casagrande, 2017, 716 p. (présentation en ligne).
- (it) Giuseppe Chiesi ( éd.), Ticino ducale : il carteggio e gli atti ufficiali, vol. IV : Gian Galeazzo Maria Sforza : reggenza di Ludovico il Moro, t. III : 1490-1494, Bellinzone, Edizioni Casagrande, 2022, 776 p. (ISBN 9788877139955).